# Lincolnton (Georgia)
Lincolnton – miasto w Stanach Zjednoczonych, w stanie Georgia, siedziba administracyjna hrabstwa Lincoln.